# Puente Annai Indira Gandhi
El puente Annai Indira Gandhi (en tamil: பாம்பன் பாலம்) es un puente carretero que atraviesa el estrecho de Palk uniendo la isla Pamban con el continente, en el estado de Tamil Nadu. También se lo conoce como el puente de Pamban nombrándolo indistintamente, como al puente ferroviario que se encuentra a su lado.

## Historia
El puente de hormigón armado tiene un tramo central sobre el paso de Pamban de 115 metros de luz, mientras que el resto de las secciones tienen 68,50 metros de largo. El ancho del puente es de 10,64 metros.
El puente fue inaugurado por el presidente Rajiv Gandhi el 2 de octubre de 1988.
En 2013 se realizaron trabajos de restauración y modernización en el puente.

## Imágenes

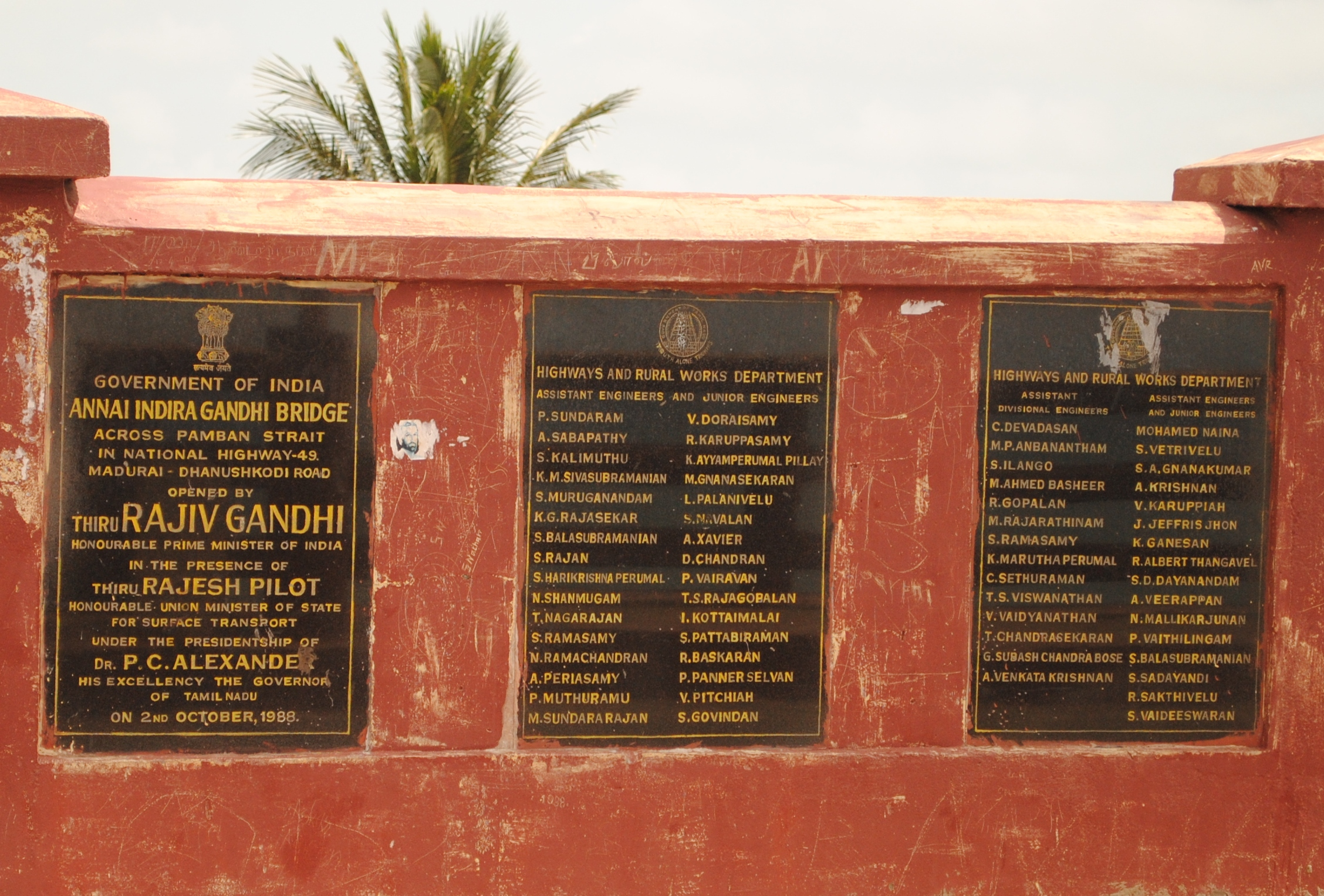
Placa conmemorativa.
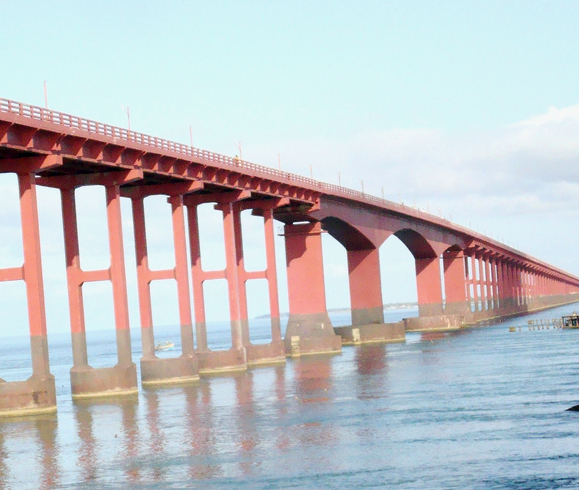
Detalle del tramo central.
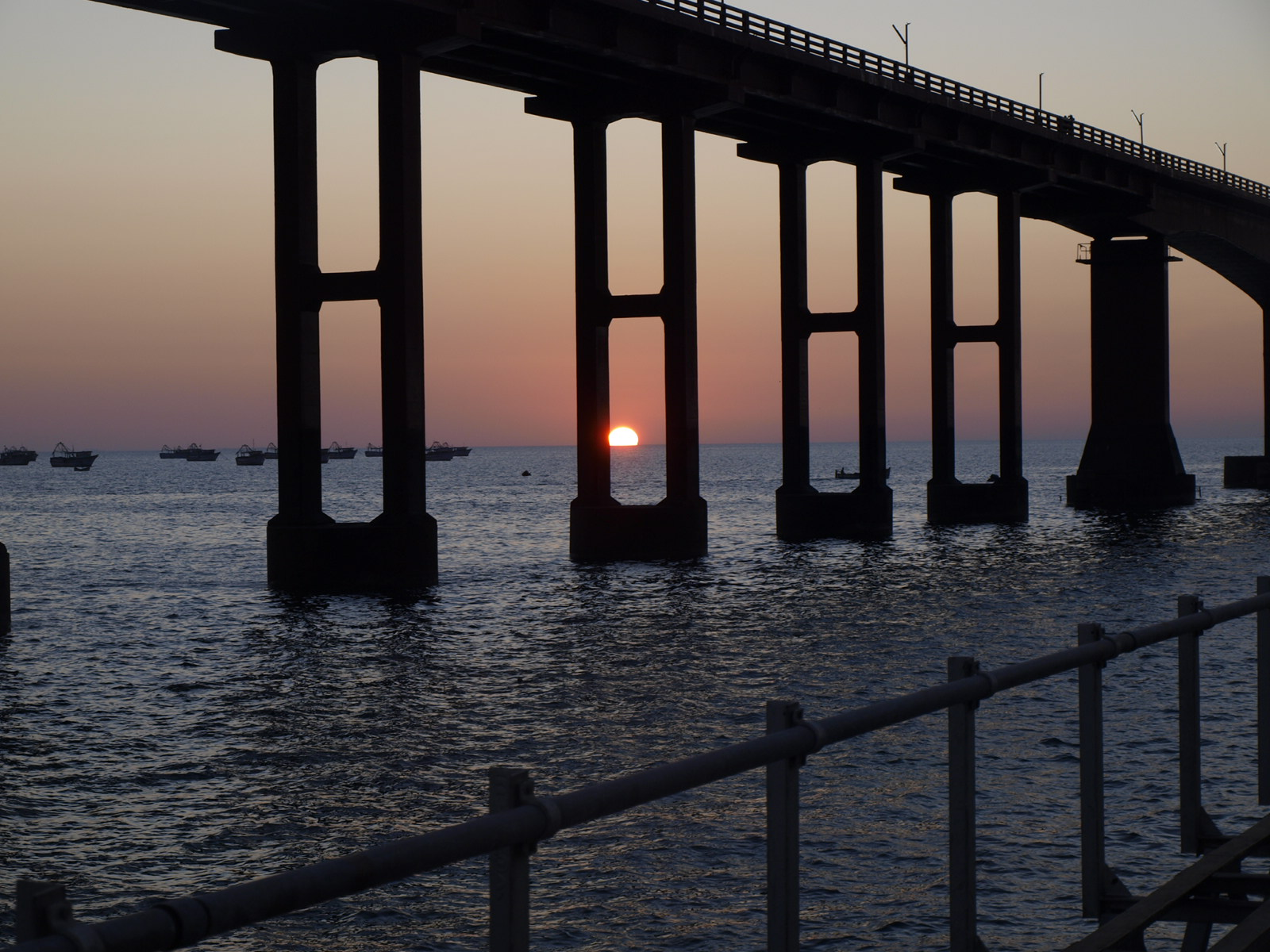
Atardecer en el estrecho de Palk.